# Вулиця Охрімова Гора (Житомир)
Вулиця Охрімова Гора — вулиця в Богунському районі міста Житомира.     

## Характеристики
Розташована у центральній частині міста, в його стародавній частині — історичній місцевості Охрімова Гора.             

Бере початок з Трипільської вулиці. Прямує на північ. Завершується кутком північніше перехрестя з вулицею Ольжича.             

## Історія
Одна з найдавніших вулиць Житомира. Сформувалася до кінця XVIII ст. на стародавній Охрімовій Горі, що наприкінці XVIII ст. являла собою північно-західне передмістя.         
У 1781 році ділянка нинішньої вулиці Охрімова Гора, між сучасними вулицями Ольжича та Короленка, відома як Звивиста вулиця. За цією назвою була об'єднаною із західною ділянкою сучасної вулиці Ольжича. Являла собою продовження на північ нинішньої вулиці Ольжича, яка тоді починалася з Володимирської вулиці. Звивиста вулиця завершувалася перехрестям з нинішньою вулицею Короленка.         
До другої половини ХІХ ст. сформувалася ділянка вулиці між нинішніми вулицями Ольжича й Трипільською.        
Згідно з Генпланом середини ХІХ ст. передбачалося продовження існуючої Звивистої вулиці на північ, до перехрестя із запроєктованою Північною вулицею (нині Новопівнічна вулиця). У 1870-х роках стародавній та новій ділянкам надано одну назву — Дубенська вулиця.         
Упродовж другої половини ХІХ — початку ХХ ст. стародавня й нова ділянки Дубенської вулиці формувалися окремо одна від одної: до Руднянської вулиці — збережена ділянка Звивистої вулиці; від Саноцького провулка до Північної вулиці — ділянка, що формувалася згідно з генпланом.        
У 1930-х роках старій та новій ділянкам Дубенської вулиці надано нову назву — вулиця Чехова.         
У 1970-х роках новозбудований п'ятиповерховий багатоквартирний житловий будинок (нині № 2 по вулиці Чехова) розділив вулицю Чехова ще на дві частини. У 1996 році стародавній ділянці вулиці Чехова надано історично обґрунтовану назву — вулиця Охрімова Гора, що сформувалася на пагорбі, який є історичною й ландшафтною пам'яткою стародавнього Житомира.        